# Касим Кадиров
Каси́м Кади́ров (кирг. Касым Кадыров; 1925–1994) — водій Пржевальської вантажної автобази Міністерства автомобільного транспорту і шосейних шляхів Киргизької РСР.
Герой Соціалістичної Праці (1966). Депутат Верховної Ради СРСР 8-го скликання (1970—1974).

## Життєпис
Народився в селі Ічке-Джергез, нині — Араванського району Ошської області Киргизстану, в селянській родині.
У липні 1943 року призваний Іссик-Кульським РВК до лав РСЧА. Учасник німецько-радянської війни з 1943 року: командир відділення 7-ї стрілецької роти 159-го стрілецького полку 327-ї стрілецької дивізії Ленінградського фронту, гвардії сержант.
Після демобілізації закінчив курси механізації сільського господарства. З 1948 року — тракторист Ак-Суйської МТС, з 1950 року і до виходу на пенсію — водій Пржевальської вантажної автобази.
Більш ніж на чверть перевиконав виробничі завдання 8-ї п'ятирічки, зекономивши за цей час майже 8 000 літрів пального і пройшовши 320 000 км без капітального ремонту.
Після виходу на пенсію мешкав у місті Пржевальську (нині — Каракол).

## Нагороди
Указом Президії Верховної Ради СРСР від 5 жовтня 1966 року Кадирову Касиму присвоєне звання Героя Соціалістичної Праці з врученням ордена Леніна і медалі «Серп і Молот».
Також нагороджений орденами Жовтневої Революції, Вітчизняної війни 1-го ступеня, Трудової Слави 2-го та 3-го ступенів, медалями.